# Peithon (Sohn des Krateas)
Peithon (altgriechisch Πείθων Peíthōn; * um 355 v. Chr.; † 316 v. Chr.), der Sohn des Krateas, stammte aus der makedonischen Provinz Eordaia und war einer der Generäle und Nachfolger Alexanders des Großen.
Aus Peithons Zeit als Offizier Alexanders ist wenig bekannt. Erstmals wird er während des Indienfeldzugs genannt, doch oftmals ist es nicht ganz klar, ob von ihm oder seinem Namensvetter Peithon, dem Sohn des Agenor, die Rede ist. Erst nach dem Tode Alexanders übernimmt er eine bedeutende Rolle.
Nach Curtius Rufus war er es, der als erstes Perdikkas und Leonnatos als Regenten und Wächter des noch ungeborenen Sohnes Alexanders vorschlug. Auch in der Auseinandersetzung zwischen der Reiterei und der Infanterie tat er sich hervor, so dass er von Perdikkas die wichtige Satrapie Medien erhielt. Kurze Zeit später wurde er beauftragt den Aufstand der griechischen Söldner niederzuschlagen. Peithon besiegte diese auf dem Schlachtfeld und gab den Überlebenden freien Abzug. Doch Perdikkas gab den Befehl alle Aufständischen niederzumachen.
Peithon begleitete Perdikkas 320 v. Chr. auf seinem Feldzug gegen Ptolemaios. Nachdem dieser eine schwere Niederlage erlitten hatte und im Begriff war, einen weiteren aussichtslosen Angriff zu starten, war Peithon einer der Anführer des Aufstands, der in der Ermordung Perdikkas endete. Daraufhin wurden Peithon und Arrhidaios von Ptolemaios als Regenten ausgerufen. Doch kurze Zeit später wurde auf der Konferenz von Triparadeisos auf Betreiben der Eurydike Antipater zum Regenten ernannt. Bei der Verteilung der Provinzen erhielt Peithon wieder Medien.
318 v. Chr. verdrängte er Philippos, den Satrapen von Parthien, und übergab seinem Bruder Eudamos die Provinz. Doch alle benachbarten Satrapien zogen gegen Peithon und vertrieben ihn aus Parthien. Er floh nach Babylon zu Seleukos. Dieser sagte ihm seine Unterstützung zu. Inzwischen war Eumenes mit seinem Heer herangerückt. Alle Maßnahmen ihn am Überqueren des Tigris zu hindern schlugen fehl. Deshalb forderten sie den ebenfalls mit seinem Heer angekommenen Antigonos auf, sie zu unterstützen. So kam es im Herbst 316 v. Chr. zur Schlacht von Paraitakene, bei der Peithon den linken Flügel kommandierte. Auch an der Schlacht von Gabiene im Winter 316 v. Chr. nahm er teil, bei der Eumenes endgültig besiegt wurde.
Antigonos hatte nun sein Reich bis nach Medien, die Satrapie Peithons, erweitert. Peithon fürchtete wohl seiner Macht beraubt zu werden und schmiedete Intrigen gegen Antigonos. Dies blieb Antigonos nicht verborgen und er lud Peithon unter dem Vorwand einer weiteren Lagebesprechung in sein Winterquartier in Ekbatana ein. Als jedoch Peithon eintraf, wurde er vor Gericht gestellt, zum Tode verurteilt und sofort hingerichtet.